# Scotland Yard (jeu vidéo)
Pour les articles homonymes, voir Scotland Yard (homonymie).
Scotland Yard est un jeu vidéo de stratégie et de réflexion développé par Ravensburger Interactive et édité par Cryo Interactive sur PC en 1998. Il s'agit d'une adaptation en jeu vidéo du jeu de société du même nom publié par Ravensburger en 1983.

## Synopsis
Le jeu se déroule à Londres vers la fin du XIXe siècle. Mr X, l'ennemi public no 1, vient de commettre un crime et est en cavale dans la capitale. Tandis qu'il cherche à s'enfuir, voire à perpétrer d'autres crimes, les inspecteurs de Scotland Yard se lancent sur sa piste et tentent de le capturer.

## Principe du jeu
Scotland Yard prend la forme d'un jeu de plateau de stratégie incluant des éléments de jeu de rôle. Le plateau de jeu consiste en une carte de la ville de Londres avec ses principaux quartiers, et sur laquelle il est possible de zoomer jusqu'à apercevoir les rues et les passants modélisés en 3D isométrique. Le jeu peut être joué par un seul joueur contre l'ordinateur, ou bien en mode multijoueur. Quel que soit le mode de jeu, l'un des joueurs joue Mr X et joue contre tous les autres, qui incarnent les inspecteurs de Scotland Yard chargés de le capturer. Le joueur incarnant Mr X a le choix entre plusieurs grandes figures de la réalité historique (Jack l'Éventreur) ou de l'imaginaire de l'époque (Moriarty, Dracula).
Le jeu propose deux modes de jeu. L'un est une transposition fidèle des mécanismes jeu de plateau, qui reposent essentiellement sur les déplacements de Mr X et des inspecteurs dans la ville, tous les personnages devant utiliser divers moyens de transport, mais disposant d'un nombre de tickets de transport limité. L'autre mode de jeu ajoute des objectifs plus complexes aux parties, et y intègre des éléments de jeu de rôle qui ajoutent des paramètres comme la santé, l'argent, et un système de combat et de conversation. Ainsi, les inspecteurs de Scotland Yard peuvent capturer d'autres criminels et utiliser l'argent et les informations ainsi obtenues pour capturer Mr X, ou bien ils peuvent aller fouiller les lieux des crimes et interroger des témoins ; Mr X, de son côté, peut commettre des vols ou tenter de se procurer des renseignements dans les milieux criminels afin de se placer sous la protection d'un patron de la pègre.